# Stegomyrmex
Stegomyrmex is een geslacht van mieren uit de onderfamilie van de Myrmicinae (Knoopmieren).

## Soorten
- S. bensoni Feitosa, Brandão & Diniz, 2008
- S. connectens Emery, 1912
- S. manni Smith, M.R., 1946
- S. olindae Feitosa, Brandão & Diniz, 2008
- S. vizottoi Diniz, 1990